# Ficimia ramirezi
Espèce
Statut de conservation UICN

 DD  : Données insuffisantes
Ficimia ramirezi est une espèce de serpents de la famille des Colubridae.

## Répartition
Cette espèce est endémique du Sud-Est du Mexique.

## Étymologie
Cette espèce est nommée en l'honneur de Juan Ramirez, qui a collecté l'holotype.

## Publication originale
- Smith & Langebartel, 1949 : Notes on a collection of reptiles and amphibians from the Isthmus of Tehuantepec. Journal of the Washington Academy of Sciences, vol. 39, p. 409-416 (texte intégral).